# Nordic Wellness
Nordic Wellness är en friskvårdskedja i Sverige. Nordic Wellness erbjuder träningsaktiviteter i form av styrketräning, gruppträning (både egna och inköpta koncept från bland annat Les Mills, både insturktörsledda och virtuella klasser samt hemmaträning via app), indoor cycling, yoga, personlig träning, sjukgymnastik med mera. Flera av gymmen är utrustade med solarium, och många erbjuder barnpassning i "Kidz Club".
Nordic Wellness grundare och VD Magnus Wilhelmsson öppnade 1997 sitt första gym på Backaplan i stadsdelen Hisingen, Göteborg. Företaget har 2024 vuxit till 312 gym från Luleå i norr till Ystad i söder och cirka 500 000 medlemmar. 1 april 2019 blev KTH-hallen i Stockholm Nordic Wellness 200:e klubb.
Nordic Wellness har tre olika klubbkoncept:
- Express - mindre klubbar för styrketräning och kondition med generösa öppettider
- Family Fitness - gym med brett utbud av gym- och konditionsmaskiner, flera gruppträningssalar, sol- och relaxavdelning och ofta barnpassning
- Exclusive - Nordic Wellness lyxigaste klubbar med 20-årsgräns och dyrare materialval.